# Pouteria patentinervia
Pouteria patentinervia là một loài thực vật có hoa trong họ Hồng xiêm. Loài này được (K.Krause) ined. miêu tả khoa học đầu tiên.